# Nangaru
Nangaru è una circoscrizione rurale (rural ward) della Tanzania situata nel distretto rurale di Lindi, regione di Lindi. Conta una popolazione di 5 280 abitanti (censimento 2012).